# Burcht Lützelhardt (Zwarte Woud)
Burcht Lützelhardt, ook wel geschreven als Lützelhard, is een ruïne van een middeleeuws kasteel dat zich bevindt in Ortenaukreis in Baden-Wurttemberg, ten oosten van Seelbach.

## Geografie en etymologie

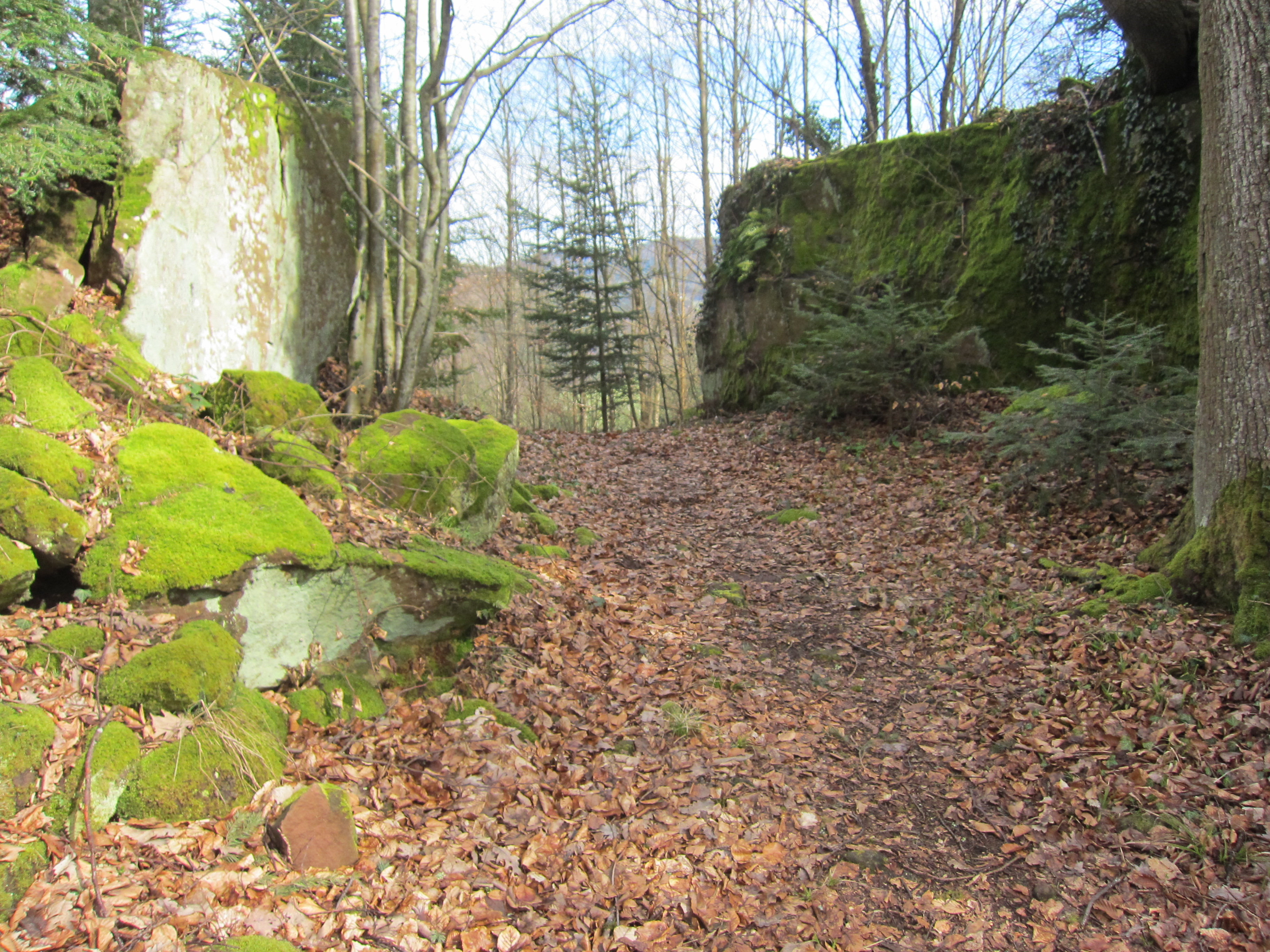
Greppel tussen de voorburcht (links) en de middenburcht (rechts), beide vergaan.

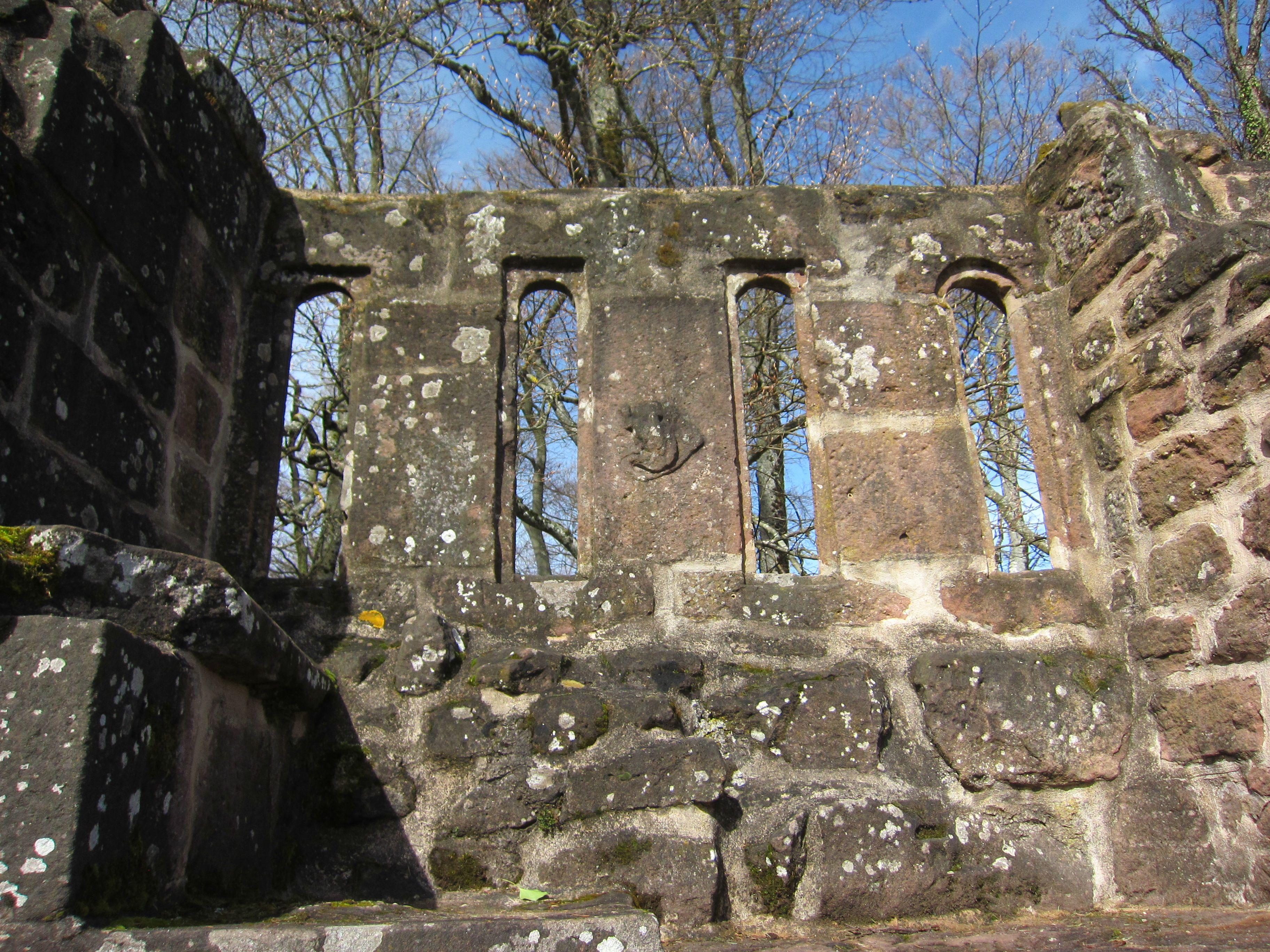
Venster van de Palas-zaal

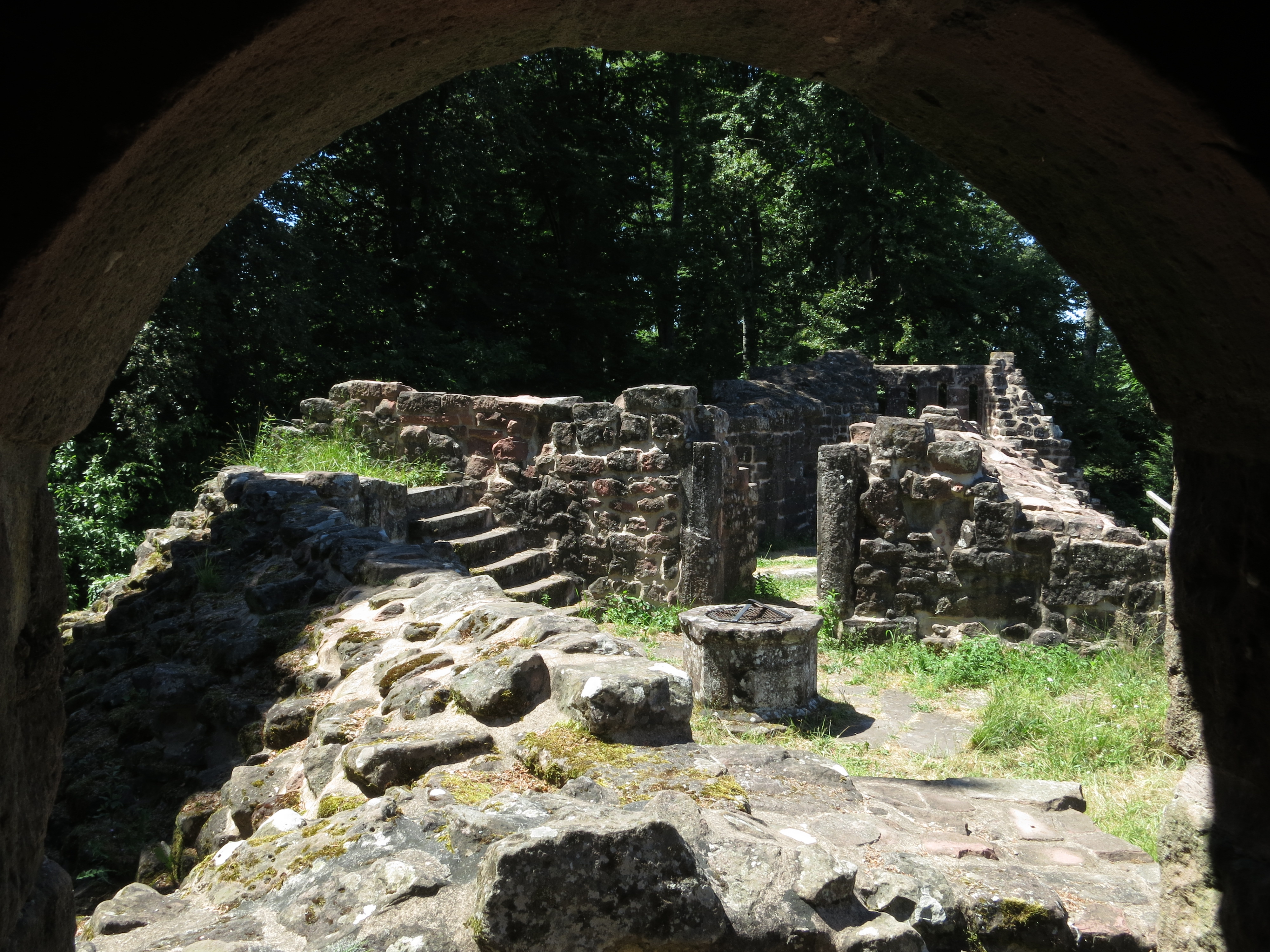
Uitzicht vanaf de donjon door de cisterne naar de binnenplaats van de burcht (achter de toren). Rechts daarvan bevond zich de woontoren, daarachter de Palas-zaal.

Het voormalige rotskasteel ligt ongeveer 460 meter boven zeeniveau. De naam gaat terug op het Oudhoogduitse lucilinhart, dat klein bos betekent. Bij het Franse Obersteinbach ligt een ruïne van een gelijknamige burcht.

## Geschiedenis
De burcht diende oorspronkelijk om de pasweg in het Kinzig-dal veilig te stellen. Vanaf de elfde eeuw kwam het zuidelijk deel van Ortenau onder invloed te staan van de familie Zähringer. Deze familie was vervolgens verantwoordelijk voor de bouw van de burcht aan het begin van de twaalfde eeuw. Hierna werd het waarschijnlijk beheerd door een predikantenfamilie uit Zähringen. Er zijn echter weinig schriftelijke bronnen hierover. Tijdens de geschillen tussen de Hohenstaufen en de bisschoppen van Straatsburg werd de burcht ongeveer rond 1245 verwoest door de heren van Geroldseck, die zich achter de bisschoppelijke partij schaarden. Daarna werd de beveiliging van de pasweg overgenomen door de nieuwgebouwde burcht Hohengeroldseck.

### Geslacht
In de twaalfde eeuw is er veelvuldig sprake geweest van Zähringer ministerialen die de naam "von Lützelhardt" droegen. Een tak van deze familie schopte het in het midden van de twaalfde eeuw tot het keizerlijke ministeriaal. Konrad von Lützelhardt werd een van de belangrijkste functionarissen van de regering in Italië. Hij werd markgraaf van Ancona en was vervolgens, tijdens de verovering van het koninkrijk Sicilië door Hendrik VI, markgraaf van Molise waar hij als militair leider van centraal belang was. Nakomelingen van deze Konrad worden in bronnen uit de dertiende eeuw nog steeds aangetroffen en noemden zichzelf Lucinardo. Zij komen ook voor als tegenstanders van Keizer Frederik II. Tegen het einde van de dertiende eeuw raakt hun spoor verloren.

### Legende
De legende over de Grüselhorn houdt verband met de burcht. De legende stelt dat een heer uit Geroldseck naar Lützelhardt werd ontvoerd, maar door het herkennen van het geluid van de hoorn zijn verblijfplaats ontdekte en zichzelf vervolgens wist te bevrijden. Kort daarop zou Lützelhardt zijn vernietigd.

## Beschrijving
De drie delen van de burcht liggen op drie rotsen van verschillende groottes tot wel 10 meter hoog, en waren oorspronkelijk waarschijnlijk verbonden door een palissade. De meeste staande muren werden opgegraven en gereconstrueerd tussen 1926 en 1929. Belangwekkend zijn de overblijfselen van het hoofdgebouw met romaanse paleisramen en een drakenreliëf. In het hoofdgebouw zijn een middeleeuws waterbassin en een gietsteen te vinden. Talrijke vondsten worden in het stadsmuseum van Lahr bewaard.

## Weblinks
- Inschrijving op Lützelhardt in de wetenschappelijke database „EBIDAT“ - des Europäischen Burgeninstituts
- (de)  Burcht Lützelhardt op burgenarchiv.de
- (de)  Burcht Lützelhardt op alemannische-seiten.de
- (de)  Burcht Lützelhardt op zum.de
- (de)  Burcht Lützelhardt op seelbach-online.de